# Nicolae Crețulescu
Nicolae Crețulescu (ur. 1812, zm. 1900) – rumuński polityk i lekarz, trzykrotny premier Rumunii.
Studiował medycynę w Paryżu, razem m.in. z Gustavem Flaubertem. Jego największym dziełem jako lekarza było przetłumaczenie książki do anatomii Cruveilhiera. Trzy razy zajmował stanowisko premiera Rumunii: od 1862 do 1863, od 1865 do 1866 i w 1867 roku.
Po raz pierwszy został premierem po zabójstwie Barbu Catargiu. Uniknął dyskusji nad reformą rolną, w tym czasie najbardziej palącym tematem rumuńskiej polityki. Zamiast tego skupił się na przeprowadzaniu reorganizacji państwowej służby zdrowia, archiwów państwowych itp. Ponadto pracował nad przyjętymi później prawami dotyczącymi sekularyzacji własności zakonów.